# Serrata
Serrata è un comune italiano di 794 abitanti della città metropolitana di Reggio Calabria in Calabria.

## Società

### Evoluzione demografica
Abitanti censiti

### Religione
La religione più diffusa è quella cattolica di rito romano. La città fa parte della diocesi di Oppido Mamertina-Palmi e del vicariato di Polistena. Il territorio comunale appartiene ad un'unica parrocchia, quella intitolata a san Pantaleone. Sempre in ambito del cattolicesimo è presente a Serrata un istituto religioso femminile, composto dalle Figlie di Santa Veronica missionarie del Volto Santo.

### Tradizioni e folclore
Sono numerose le tradizioni di Serrata, soprattutto legate a festeggiamenti religiosi. La più importante di essi è la festa di san Panteleone, patrono del paese. Tra i festeggiamenti civili in onore del santo vi sono concerti, spettacoli pirotecnici ed il tradizionale ballo dei Giganti. Oltre al suddetto evento, l'elenco completo delle festività cattoliche che vengono svolte durante l'anno, nel territorio comunale, è il seguente:
- Festa di San Giuseppe, 19 marzo;[7]
- Affruntata, domenica di Pasqua;[7]
- Festa di San Pantaleone, 27 luglio;[7]
- Festa di San Rocco, 16 agosto.[7]

## Infrastrutture e trasporti
Il comune è interessato dalle seguenti direttrici stradali:

## Amministrazione
| Periodo          | Periodo          | Primo cittadino           | Partito                            | Carica  | Note |
| ---------------- | ---------------- | ------------------------- | ---------------------------------- | ------- | ---- |
| 20 novembre 1994 | 29 novembre 1998 | Giuseppe Antonio Afflitto | Partito Popolare Italiano          | sindaco |      |
| 29 novembre 1998 | 26 maggio 2003   | Rocco De Marco            | lista civica di centro             | sindaco |      |
| 26 maggio 2003   | 14 aprile 2008   | Rocco De Marco            | lista civica di centro             | sindaco |      |
| 14 aprile 2008   | 27 maggio 2013   | Salvatore Vinci           | lista civica                       | sindaco |      |
| 27 maggio 2013   | 10 giugno 2018   | Salvatore Vinci           | lista civica Insieme per il futuro | sindaco |      |
| 10 giugno 2018   | in carica        | Angelo D'Angelis          | lista civica Risveglio popolare    | sindaco |      |